# Charlie – Minden kutya a mennybe jut
A Charlie – Minden kutya a mennybe jut (eredeti cím: All Dogs Go to Heaven) 1989-ben bemutatott amerikai musical fantasy komédia-dráma rajzfilm, amelyet Don Bluth rendezett. Az animációs játékfilm producerei Gary Goldman és John Pomeroy és szintén Don Bluth. A forgatókönyvet David N. Weiss írta, a zenéjét Ralph Burns szerezte. A mozifilm a Sullivan Bluth Studios és a Goldcrest Films gyártásában készült, a United Artists forgalmazásában jelent meg. Műfaja zenés drámai fantasy filmvígjáték.
Amerikában 1989. november 17-én, Magyarországon 1993. április 2-án mutatták be a mozikban.

## Szereplők
| Szereplő                            | Eredeti hang                    | Magyar hang                 |
| ----------------------------------- | ------------------------------- | --------------------------- |
| Charlie B. Barkin                   | Burt Reynolds                   | Bognár Zsolt                |
| Itchy Itchiford (Csiki)             | Dom DeLuise                     | Szokol Péter                |
| Anne-Marie                          | Judith Barsi Lana Beeson (ének) | Villányi Viktória           |
| Carface Caruthers (Bendő)           | Vic Tayback                     | Buss Gyula                  |
| Killer (Véreb)                      | Charles Nelson Reilly           | Józsa Imre                  |
| Annabelle                           | Melba Moore                     | Pápai Erika                 |
| Flo                                 | Loni Anderson                   | Zsurzs Kati                 |
| Aligátor király                     | Ken Page                        | Gárday Gábor                |
| Kate                                | Earleen Carey                   | Andresz Kati                |
| Harold                              | Rob Fuller                      | Dunai Tamás                 |
| Kutya kommentátor                   | Daryl Gilley                    | Kerekes József              |
| Dobermann bukméker                  | Dan Kuenster                    | Wohlmuth István             |
| Csivava                             | John Eddings                    | Hárai Ágnes                 |
| Stella Dallas                       | Anna Manahan                    | Hárai Ágnes                 |
| Cilinderes kutya                    | Thomas Durkin                   | Dimulász Miklós             |
| Sir Reginald                        | Nigel Pegram                    | Kajtár Róbert               |
| Vera                                | Candy Devine                    | Bertalan Ágnes              |
| Mennyei szuka a végefőcím előtt     | Candy Devine                    | Némedi Mari                 |
| Terrier                             | Godfrey Quigley                 | Faragó József               |
| Masztiff                            | Jay Stevens                     | Imre István                 |
| Sintérek                            | N/A                             | Zágoni Zsolt Salinger Gábor |
| Barna kutya a dobermann bukmékernél | N/A                             | Tardy Balázs                |
| Szemüveges bukméker                 | N/A                             | Balázs Péter                |

## Betétdalok
| Magyar                 | Magyar                    | Angol                          | Angol                      |
| Dal                    | Előadó                    | Dal                            | Előadó                     |
| ---------------------- | ------------------------- | ------------------------------ | -------------------------- |
| Az élet az mindig szép | Bognár Zsolt Szokol Péter | You Can't Keep a Good Dog Down | Burt Reynolds Dom DeLuise  |
| Kell a rejtelem        | Bognár Zsolt Pápai Erika  | Let Me Be Surprised            | Burt Reynolds Melba Moore  |
| Enyém, tiéd            | Bognár Zsolt              | What's Mine Is Yours           | Burt Reynolds              |
| Otthon leszek          | Villányi Viktória         | Soon You'll Come Home          | Lana Beeson                |
| Zengjen tőle a város   | Gárday Gábor Bognár Zsolt | Let's Make Music Together      | Ken Page Burt Reynolds     |
| Hallelujah             | Hallelujah                | Alleluja                       | Candy Devine               |
| Szeretet él            | Szeretet él               | Love Survives                  | Irene Cara Freddie Jackson |

## Televíziós megjelenések
HBO, Duna TV, TV-2, RTL Klub, FilmBox 

## Érdekességek
- Az Anne-Marie hangját adó Judith Barsi emigráns magyar szülők gyermekeként született 1978-ban. A Minden kutya a mennybe jut c. rajzfilm volt gyermekszínészi pályafutásának utolsó darabja. A munkálatok befejezése után nemsokkal saját apja, Barsi József gyilkolta meg édesanyjával együtt, majd magával is végzett.[1] A filmet rendező Don Bluth-ot rendkívül lesújtotta Judith tragikus halála, akit szeretett volna jövőbeli alkotásaiban is alkalmazni.[2] A film stáblistája alatt szóló „Love Survives” című dal rá emlékezik.